# Vähä Valasjärvi
Vähä Valasjärvi eller Valasjärvet är sjöar i Finland. De ligger i Pöytis kommun i landskapet Egentliga Finland, i den sydvästra delen av landet, 160 km nordväst om huvudstaden Helsingfors. Valasjärvet ligger 57,8 meter över havet. De ligger vid sjön Elijärvi. Arean är 17,5 hektar och strandlinjen är 1,8 kilometer lång. Sjön  ingår i Laajokis huvudavrinningsområde. 